# Tomás Barrios Vera
Marcelo Tomás Barrios Vera, né le 10 décembre 1997 à Chillán, est un joueur de tennis chilien, professionnel depuis 2015.

## Carrière
Barrios Vera est 5e mondial au classement ITF Junior fin 2015. Il s'adjuge au cours de la saison les championnats sud-américains en Bolivie ainsi que les tournois de Lambaré et Berlin. Il est aussi quart de finaliste des Internationaux de France, battu par Taylor Fritz.
Vice-champion des Jeux panaméricains de 2019, il reçoit à ce titre une invitation pour le tournoi olympique de Tokyo qui a lieu en 2021. Il est défait au premier tour par Jérémy Chardy. Il remporte peu après son premier titre en Challenger à Meerbusch.
En 2023, il est quart de finaliste du tournoi ATP de Córdoba. Il remporte ensuite coup sur coup les tournois Challenger de San Luis Potosí et Florianópolis. Il écarte Sebastián Báez à Wimbledon et obtient par la même occasion sa première victoire dans un tournoi du Grand Chelem. Il termine la saison aux portes du top 100 du classement ATP.
En 2024, il remporte son premier titre ATP en double avec son compatriote Alejandro Tabilo au tournoi de Santiago.
Membre de l'équipe du Chili de Coupe Davis depuis 2017, il a notamment gagné avec Tabilo deux matchs de double dans le groupe mondial en 2023 face au Kazakhstan et à la Suède.

## Palmarès

### Titre en double messieurs
| No | Date       | Nom et lieu du tournoi       | Catégorie | Dotation  | Surface      | Partenaire       | Finalistes              | Score    |          |
| -- | ---------- | ---------------------------- | --------- | --------- | ------------ | ---------------- | ----------------------- | -------- | -------- |
| 1  | 26-02-2024 | Movistar Chile Open Santiago | ATP 250   | 661 585 $ | Terre (ext.) | Alejandro Tabilo | Orlando Luz Matías Soto | 6-2, 6-4 | Parcours |

## Parcours dans les tournois duGrand Chelem

### En simple
| Année | Open d'Australie | Open d'Australie | Internationaux de France | Internationaux de France | Wimbledon       | Wimbledon      | US Open | US Open |
| ----- | ---------------- | ---------------- | ------------------------ | ------------------------ | --------------- | -------------- | ------- | ------- |
| 2021  | —                | —                | —                        | —                        | 1er tour (1/64) | Kevin Anderson | —       | —       |
| 2022  | 1er tour (1/64)  | Taro Daniel      | —                        | —                        | —               | —              | —       | —       |
| 2023  | —                | —                | —                        | —                        | 2e tour (1/32)  | David Goffin   | —       | —       |

N.B. : à droite du résultat se trouve le nom de l'ultime adversaire.

## Parcours dans lesMasters 1000
| Année | Indian Wells | Miami | Monte-Carlo | Madrid | Rome              | Canada               | Cincinnati | Shanghai | Paris |
| ----- | ------------ | ----- | ----------- | ------ | ----------------- | -------------------- | ---------- | -------- | ----- |
| 2025  | —            | —     | —           | —      | 1er tour J. Munar | 2e tour A. Michelsen |            |          |       |

N.B. : sous le résultat se trouve le nom de l’ultime adversaire.

## Classements ATP en fin de saison
| Année          | 2014 | 2015 | 2016 | 2017 | 2018 | 2019 | 2020 | 2021 | 2022 | 2023 |
| Rang en simple | 2024 | 801  | 430  | 720  | 296  | 327  | 254  | 142  | 232  | 103  |
| Rang en double | –    | 950  | 600  | 449  | 851  | 526  | 275  | 245  | 337  | 722  |

Source : (en) Classements de Tomás Barrios Vera sur le site officiel de la Fédération internationale de tennis